# Johan Bångsbo
Mats Johan Edward Bångsbo (Särö, 10 febbraio 2003) è un calciatore svedese, difensore del Baniyas in prestito dall'Al-Jazira.

## Carriera

### Club
Nativo di Särö, inizia a giocare a calcio nella locale squadra del Särö IK. All'età di dodici anni entra a far parte delle giovanili dell'IFK Göteborg. A quindici anni si rompe un piede ed è costretto a rimanere fuori causa per un anno intero.
Il 2 aprile 2022, alla vigilia dell'esordio dell'IFK Göteborg nell'Allsvenskan di quell'anno, la società annuncia l'approdo di Bångsbo in prima squadra con un contratto quadriennale. La prima presenza ufficiale la colleziona il successivo 15 maggio, in occasione del match casalingo di campionato pareggiato per 1-1 contro il Varberg in cui viene anche nominato miglior giocatore della partita. In quella stagione totalizza 19 presenze in Allsvenskan e una rete, realizzata nella vittoria per 4-1 sul campo del Mjällby. Anche l'anno seguente disputa 19 partite di campionato.
Il 17 febbraio 2024, prima dell'inizio della nuova stagione calcistica in Svezia, il ventunenne difensore viene ceduto a titolo definitivo dall'IFK Göteborg al club emiratino dell'Al-Jazira.

### Nazionale
Ha giocato nelle nazionali giovanili svedesi Under-19, Under-20 ed Under-21.